# 니시이야야마촌
니시이야야마촌(西祖谷山村)은 도쿠시마현의 북서부 요시노강의 나카유역 동안에 위치하고 있던 촌이다. 2006년 3월 1일, 미요시내의 5정촌과 신설 합병해 시로 승격해 미요시시가 되었다. 

## 지리
고치 현과 접하는 산간 과소 지역이였다.

## 역사
12세기 후반 야지마 전투에서 패한 헤이케 낙인 전설과 아와 산악 무사의 전설이 남는다
- 1889년 - 미마군 이야야마촌이 분촌해 미마군 히가시이야야마촌, 미마군 니시이야야마촌이 설치되었다.
- 1950년 - 미마군의 히가시이야야마촌, 니시이야야마촌이 미요시군에 편입되었다.
- 2006년 3월 1일 - 이케다정, 야마시로정, 이카와정, 미노정, 히가시이야야마촌과 신설 합병해 미요시시가 성립하였다. 동일 니시이야야마촌은 폐지되었다.

## 인구구성
고령화율이 높아 장래의 대폭 인구감소가 예측되고 있다. 근본적인 대책이 시급해 보였다.

## 교통

### 철도
- 시코쿠 여객철도
  - 도산 선